# Disparen sobre el pianista (novela)
Disparen sobre el pianista, a veces traducida como Disparad al pianista o Tirad sobre el pianista, (título original en inglés: Down There) es una novela negra de David Goodis, publicada originalmente en 1956, en la serie Gold Medal Books de la editorial estadounidense Fawcett Publications.

## Contexto
David Goodis había triunfado en 1946 con su segunda novela (primera de género negro) Dark Passage (Senda tenebrosa en su traducción española), y sobre todo con la adaptación cinematográfica realizada por Delmer Daves y protagonizada por Humphrey Bogart y Lauren Bacall, La senda tenebrosa. Y de hecho sus siguientes tres novelas también fueron exitosas. Además el éxito de la mencionada película le había proporcionado un buen contrato como guionista para Warner Brothers. Pero Hollywood no era para Goodis, como sucedió con otros escritores de novela negra como Raymond Chandler.
Así que Goodis renunció a los 2000 dólares semanales  y se volvió a Filadelfia, donde siguió escribiendo, pero a partir de 1951 todas sus novelas se publicarán en ediciones de bolsillo y económicas.
En esa época todos sus libros tenían similitudes argumentales: un hombre que ha sido amado y admirado termina en los bajos fondos por algún golpe del destino, que él acepta rápidamente (cuando no lo provoca inconscientemente), y allí se deja ir autocastigándose con alcohol y recuerdos, sabiendo que está condenado de antemano. Goodis había sido reportero antes de escribir Dark Passage y sus investigaciones lo habían llevado a tratar con ese tipo de personas en zonas sórdidas.

## Personajes
- Edward "Eddie" Webster Lynn: El pianista y protagonista de la historia.
- Lena: Camarera, compañera de trabajo de Eddie.
- Clarice: Prostituta, vecina y amiga/amante de Eddie.
- Clifton: Hermano mayor de Eddie.
- Turley: Otro hermano de Eddie.
- Feather: Matón a sueldo.
- Morris: Otro matón a sueldo.
- Harriet: Dueña del bar donde trabaja Eddie.
- Wally Plyne: Matón del bar y marido de Harriet.
- Teresa Fernández: Esposa de Eddie.
- Gelensky: Profesor de música.
- Eugene Alexander: Agente artístico.
- Arthur Woodling: Empresario de conciertos.
- John: Dueño del bar John's.

## Argumento
Un hombre huye de noche por las calles de Filadelfia, perseguido por un coche en el que van dos individuos. Estamos a finales de noviembre y, a causa del hielo, sufre caídas y golpes, pero consigue llegar a su destino, el bar Harriet's Hut. Se trata de Turley Lynn, y va en busca de su hermano Eddie, pianista del bar, para que le ayude a escapar. Al principio la indiferencia de Eddie hacia su hermano es total, pero cuando entran en el bar Morris y Feather, hace caer unas cajas de cerveza, dando tiempo a su hermano a salir por una puerta lateral. Ese gesto llama la atención de Wally, pues Eddie en los tres años que lleva allí nunca se ha metido en problemas ni se ha relacionado con nadie más de lo debido, y tiene lugar una tensa conversación entre los dos.
A la hora de cierre, cuando Eddie se dispone a irse, Lena, la camarera, le pide unas monedas para poder ir a cenar algo, pero parece que es más una excusa para iniciar una conversación. Acaban tomando algo los dos en el John's, donde coinciden con los matones. Cuando salen de allí y mientras pasean, también se los encuentrtan. Para escabullirse se meten en un callejón, donde la cercanía de Lena provocará extraños sentimientos en Eddie. Cuando por fin regresa a casa y está acostado, aparece Clarice. Tras un rato de conversación Clarice le ofrece a Eddie pasar la noche juntos, sin cobrarle, pues alguna vez lo han hecho así y ella se ha sentido especial, pero Eddie, amablemente, la rechaza, preocupado por su reacción al contacto con Lena y por Turley. 
Al día siguiente Morris y Feather están esperando a Eddie a la puerta de su casa, pues han acudido a la taberna y han conseguido de Wally Plyne diversa información sobre Eddie, incluida su dirección. Cuando Eddie sale de casa entablan conversación los tres, pidiéndole los matones que les diga el paradero de Turney, y comentando que sólo desean hablar con él. Al responder Eddie que desconoce su paradero, intentan sobornarlo ofreciéndole dinero. En ese momento aparece Lena y ante las negativas de Eddie, los gánsteres les obligan a subir al coche a punta de pistola; pretenden que Eddie les guíe hasta la granja familiar de los Lynn, situada en South Jersey, a unos pocos kilómetros de Filadelfia, aunque de difícil acceso por estar en el interior de un bosque. Lena y Eddie consiguen llamar la atención de un policía, que para el coche, y ellos aprovechan para escabullirse. Mientras vuelven andando Lena dice que conoce la verdadera identidad de Eddie, un reconocido concertista de piano.
Eso lleva a Eddie a iniciar una analepsis donde explicará su historia. Su infancia en la granja con sus dos hermanos mayores, que ya eran unos gamberros, su madre y su padre. Este último, pese a ser un hombre débil de carácter y alcohólico, será quien le inculque el amor por la música y le empiece a dar clases de piano. Con 14 años conseguirá una beca para estudiar en un Instituto Musical. Con 19 se traslada a Nueva York y conoce a Eugene Alexander, que será su verdadero mentor, pues le mantendrá y le pagará las clases de piano con Gelensky que, junto con su talento natural, lo convertirán en un virtuoso. Pero justo cuando consigue su primer contrato para dar un concierto importante, es llamado a filas y enviado a la Primera Guerra Mundial, donde será herido tres veces. Al regresar su mundo se ha desmoronado, Alexander ha muerto y Gelensky se ha ido a Sudamérica; no consigue que nadie le de una oportunidad como concertista y termina dando clases de piano particulares. Así conoce a Teresa, de la que se enamora y con la que se casa. Un día, en el restaurante donde trabaja Teresa y donde ha ido a almorzar, le reconoce Woodling, un empresario de conciertos. Woodling le hace triunfar, pero a un alto precio: durante una temporada se acuesta con Teresa. Tras varias giras por Estados Unidos y Europa, Teresa no soporta más la culpa, le confiesa su adulterio a Edward, y se suicida. Esto vuelve loco a Edward y durante bastante tiempo se dedica a consumir alcohol y buscar pelea, en un proceso autodestructivo. Hasta que un día decide regresar a la casa familiar para el Día de Acción de Gracias, donde se reencuentra con sus padres y sus dos hermanos, que se han convertido en gánsteres dedicados al contrabando de coches robados; ellos le hacen una oferta para unirse al negocio, que él declina, y decide volver a Filadelfia, donde empezará a trabajar en el Harriet's Hut como pianista.
Tras haberle dicho Lena que sabe quién es, los dos vuelven al bar dónde, tras una recriminación de Harriet, y tras toda la tensión del día, Lena inicia una fuerte discusión con Wally Plyne, que está secretamente enamorado de ella, pero que no soporta que le insulten tan gravemente y se dispone a agredirla físicamente. En ese momento interviene Eddie y se inicia una pelea en la que, accidentalmente, morirá Wally. Tras el suceso, Eddie decide esconderse en la casa familiar, y Lena consigue un coche y lo lleva hasta allí, pero él la obliga a volver a Filadelfia. Allí se encuentra con sus dos hermanos que se han hecho fuertes allí, en espera de la previsible visita de Morris y Feather, a los que han robado y por eso les persiguen.
Al día siguiente, hacia mediodía aparece Lena de nuevo en la granja, con la noticia de que Eddie está libre de culpa, pues varios clientes del bar han atestiguado a la policía que la muerte de Wally fue un accidente. Así que Eddie decide volver a Filadelfia con Lena, pero en ese momento aparece el coche de Morris y Feather, que han seguido a Lena, y los acontecimientos se precipitan...

## Recepción y ediciones
La novela fue publicada por Fawcett, en su división Gold Medal Books, que era la que publicaba lo que los estadounidenses llaman paperback, libros baratos con tapa blanda y con temáticas como novela negra, western o historias bélicas. Estas novelas no eran ni siquiera consideradas por la crítica literaria, aunque muchas de ellas más tarde se convertirían en clásicos.
Sin embargo en Francia, gracias sobre todo a la Série noire (colección) de Gallimard, eran reconocidos escritores como Cornell Woolrich, Jim Thompson o el mismo Goodis, que en Estados Unidos pasaban desapercibidos. Incluso estos autores, por sus historias deprimentes y en las que manda el destino y no el hombre, fueron reconocidos y elogiados como escritores existencialistas.
Esta novela fue traducida por Chantal Wourgaft ya en 1957 para Série noire , y la posterior adaptación de François Truffaut en 1960, titulada igual que la traducción francesa Tirez sur le pianiste, la convirtió en un éxito, y llevó a una reimpresión en inglés, esta vez titulada Shoot the piano player en la editorial Black Cat de Grove Press. 
En castellano fue publicado por primera vez en 1985 por Ediciones Destino, y ha habido varias reimpresiones por parte de RBA.Hay edición previa, Ediciones Siglo Veinte, Buenos Aires, 1973.

## Adaptación cinematográfica
En 1960 Truffaut, que había leído el libro tras recomendárselo su mujer, hizo una famosa versión cinematográfica, protagonizada por Charles Aznavour y Marie Dubois.